# Gebäude des k.u. Finanzministeriums

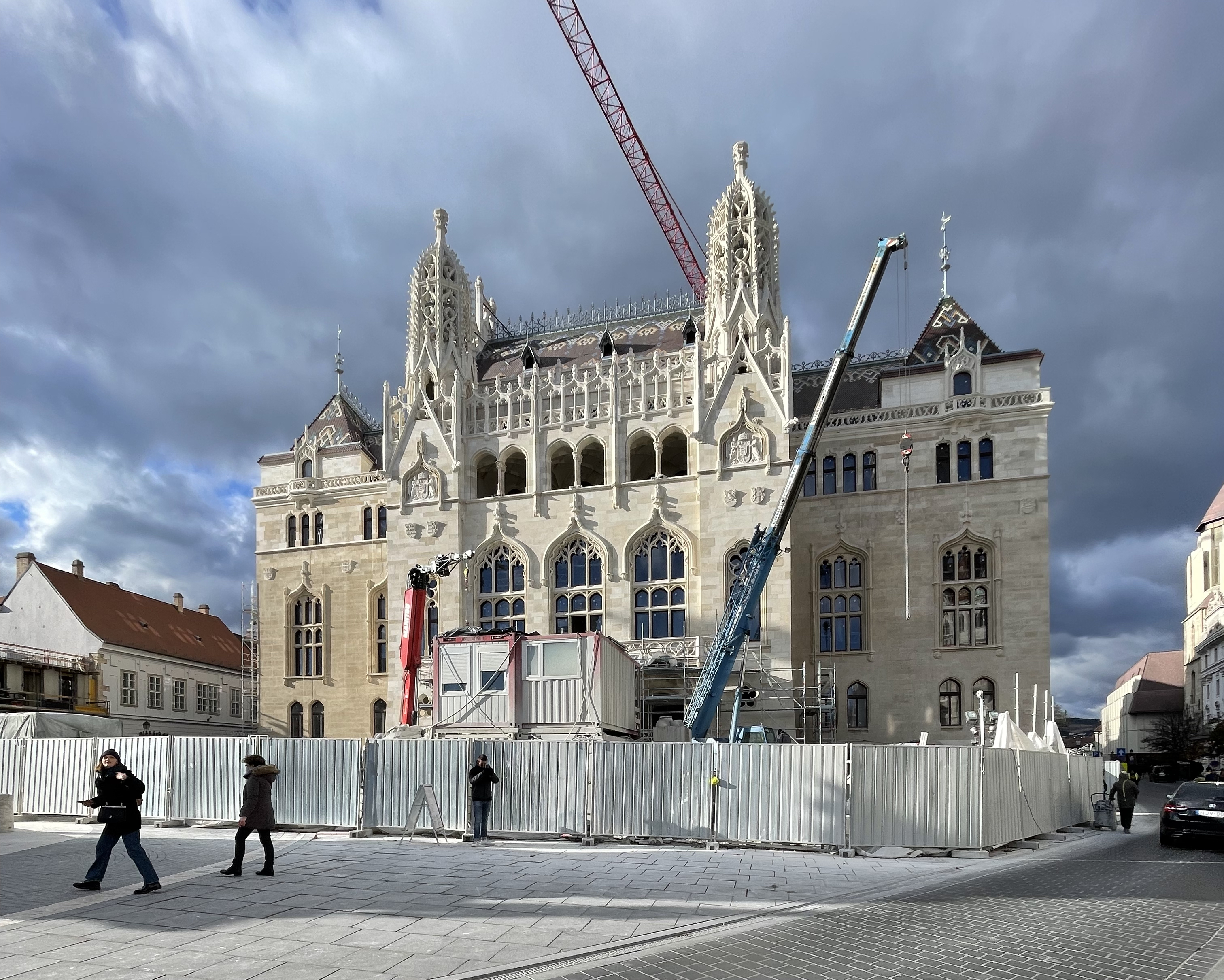
Ansicht von Südosten während der Rekonstruktion (2023)

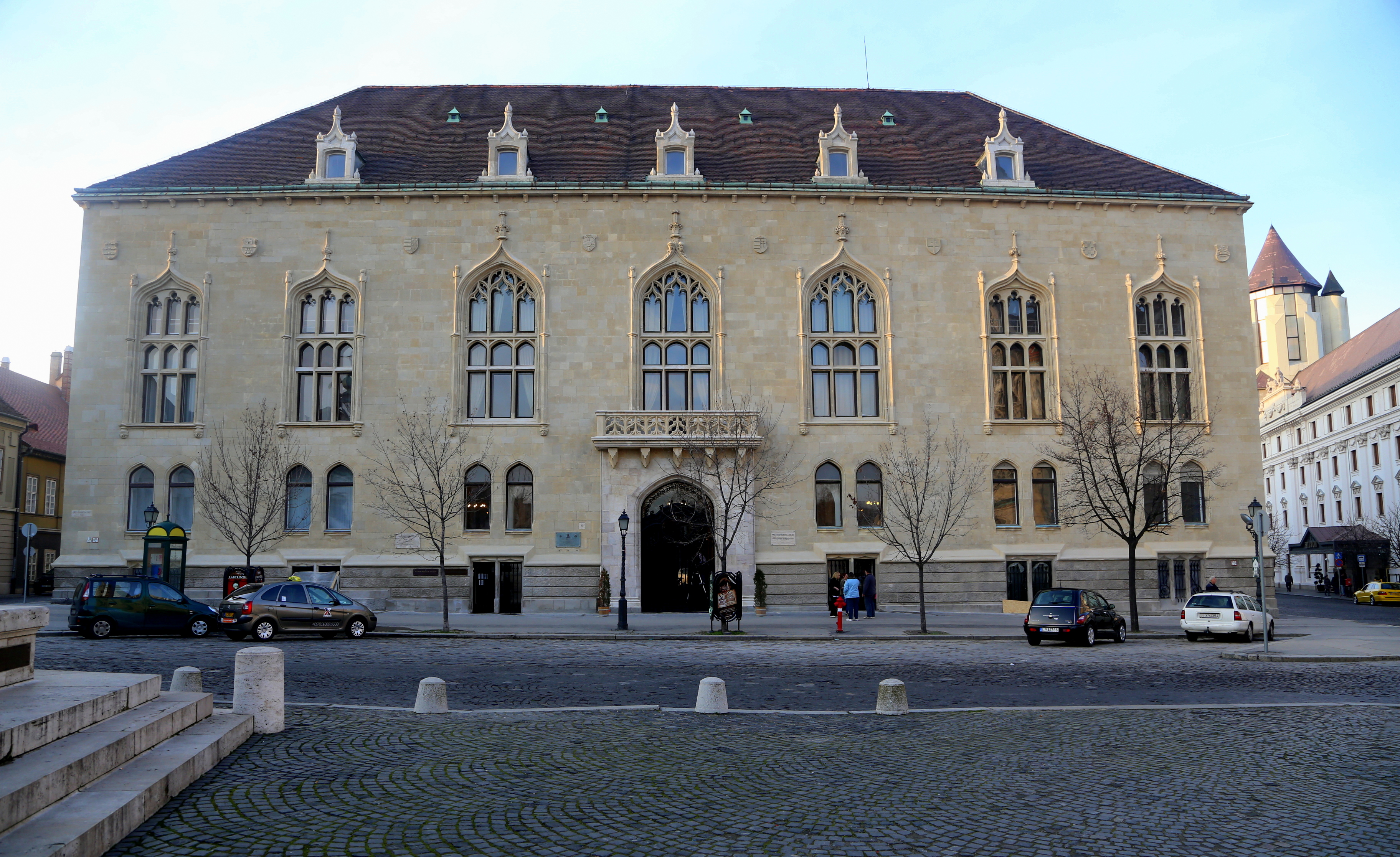
Ansicht des Gebäudes von Südosten vor der Rekonstruktion (2014)

Das Gebäude des königlich ungarischen Finanzministeriums ist ein denkmalgeschütztes Bauwerk am Dreifaltigkeitsplatz im Burgviertel von Budapest. Das 1901–1904 erbaute Gebäude diente im Königreich Ungarn als Sitz des Finanzministeriums. Nach Zerstörungen im Zweiten Weltkrieg wurde es 1948–62 in veränderter Form wiederaufgebaut.
Im Rahmen des Nationalen Hauszmann-Programms wurde es seit 2018 rekonstruiert und sollte ab Ende 2023 wieder das ungarische Finanzministerium beherbergen.

## Geschichte
Auf dem Grundstück des heutigen Gebäudes standen im Mittelalter bereits mehrere Häuser, die jedoch bei der Belagerung Budas 1686 zerstört wurden. Danach wurde das Grundstück in neun Teile geteilt, den Größten erhielten Jesuiten, die hier ein Kloster und 1747 eine Akademie darin errichteten. Nach der Auflösung des Ordens 1786 wurde das Gebäude von der Finanzverwaltung genutzt, deren Nachfolger ab dem österreichisch-ungarischen Ausgleich 1867 das königlich ungarische Finanzministerium wurde.
Nachdem das Gebäude abgerissen und benachbarte Grundstücke aufgekauft worden waren, wurde dort in den Jahren 1901–1904 ein Neubau nach Plänen von Sándor Fellner und Gyula Egerzeiger im Stile der späten englischen Gotik mit Elementen des späten französischen Barock errichtet. Dabei kamen auch moderne Materialien wie Stahlbeton zum Einsatz. Im Jahr 1936 verband man das Gebäude durch ein Tunnelsystem mit den anderen von der Regierung genutzten Gebäuden im Burgviertel.
In der Schlacht um Budapest im Zweiten Weltkrieg wurde das Gebäude schwer beschädigt, und in den Jahren 1948–1962 in vereinfachter Form (ohne Verzierungen und Obergeschoss) wiedererrichtet. Seine ursprüngliche Funktion behielt das Gebäude zur Zeit der Volksrepublik nicht bei. Es wurde zwischenzeitlich als Lagerhalle, und ab 1954 als Studentenwohnheim und Bar genutzt. Nach der Wende wurde das Gebäude ab 1992 als Haus der ungarischen Kultur und Haus des Weines genutzt, jedoch verschlimmerte sich der Zustand des Gebäudes.
Im Jahr 2018 begann man mit der Rekonstruktion des Bauwerks mit dem Ziel das ursprünglichen Aussehen von 1904 wiederherzustellen, bis Ende 2023 sollte das Finanzministerium wieder dort einziehen.

## Galerie

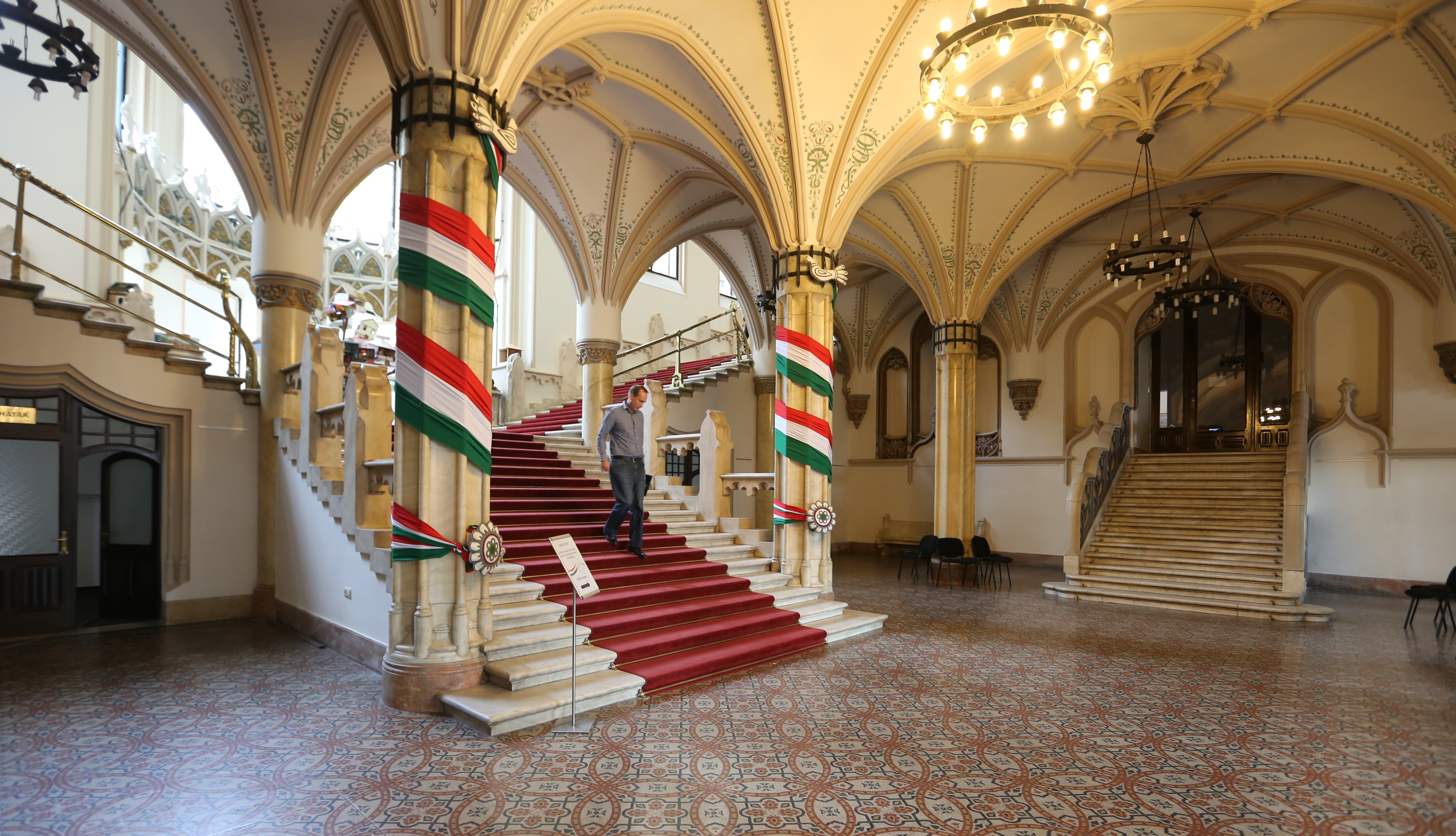
Innenansicht
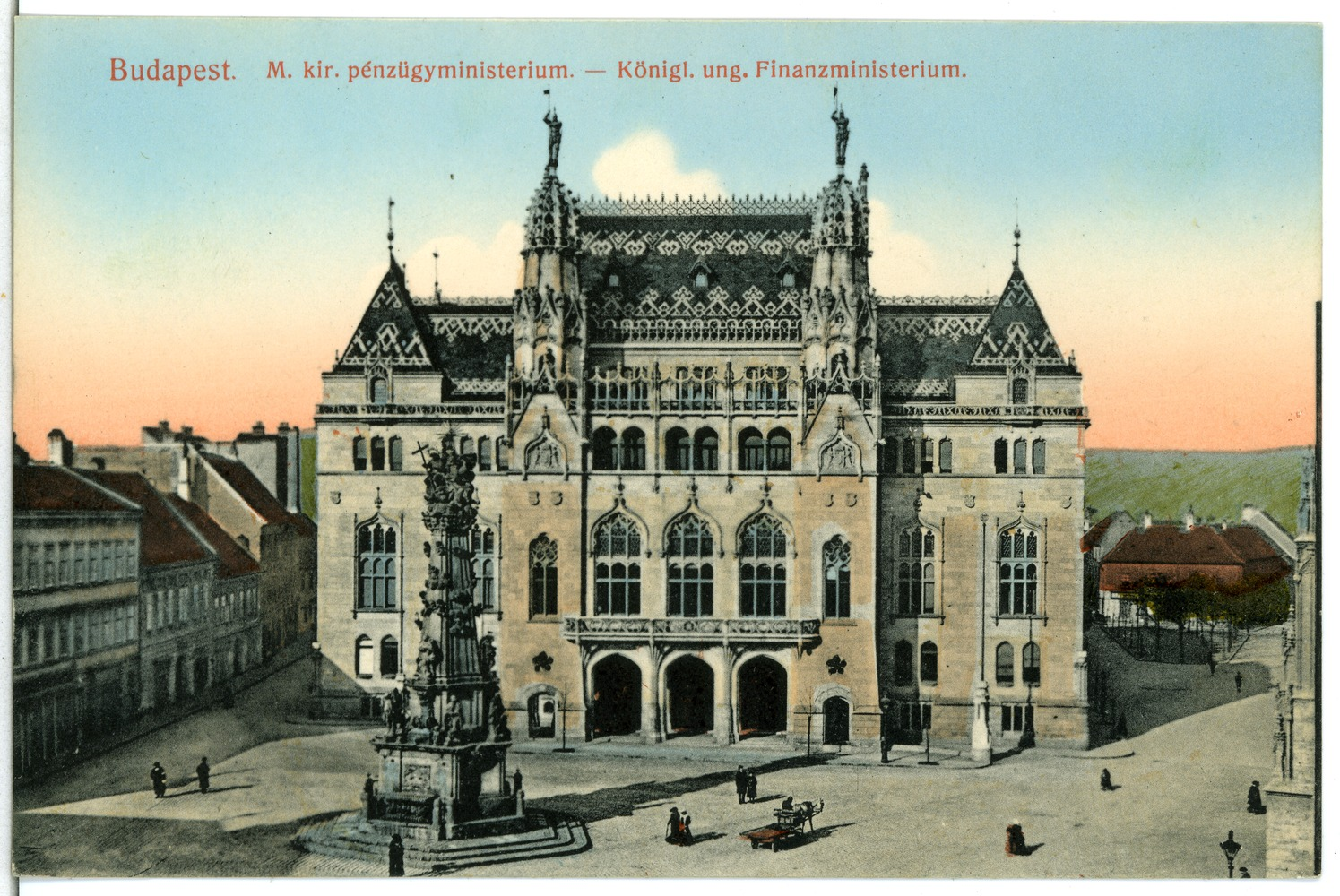
Ansicht von 1906
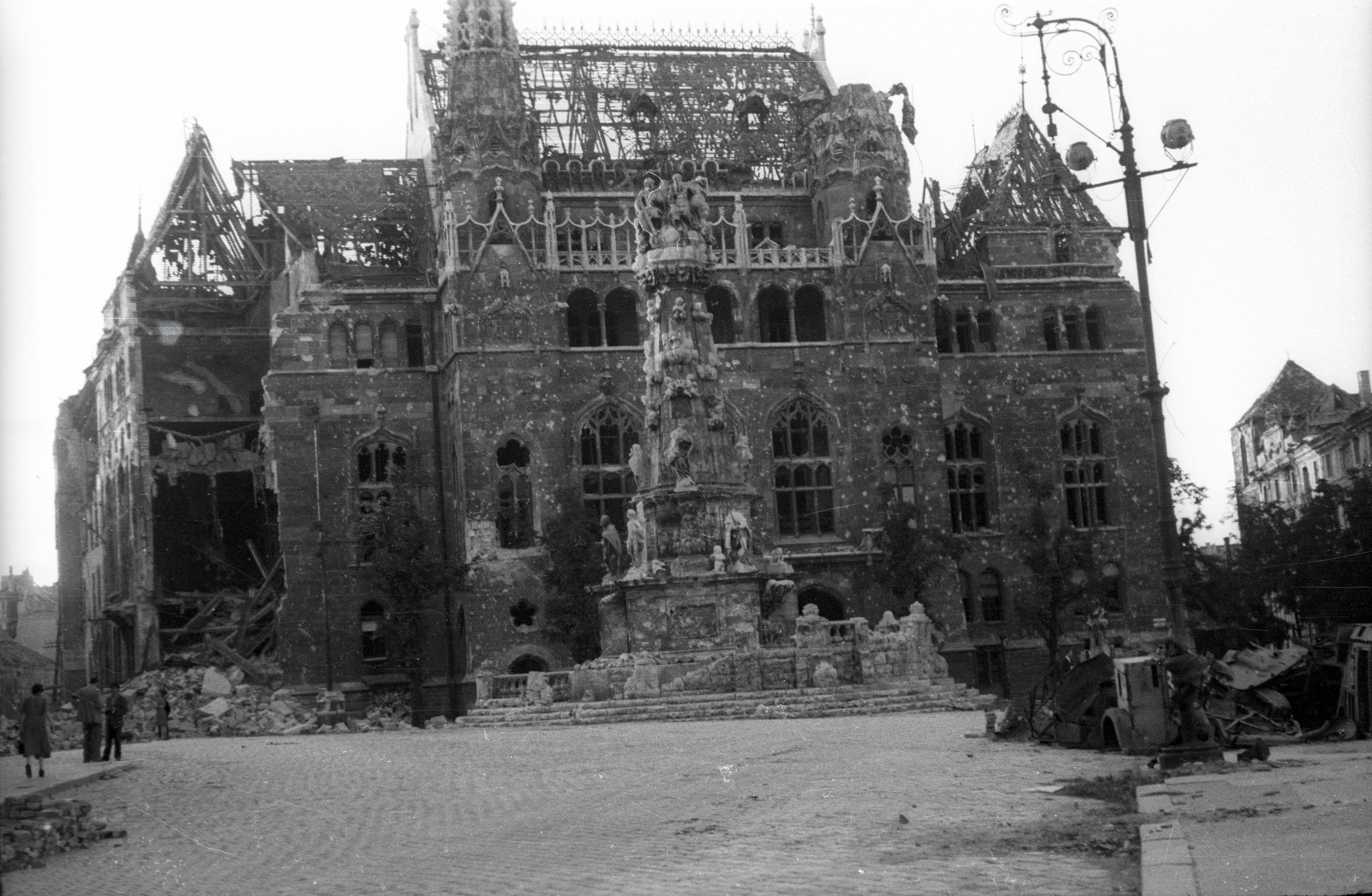
Zerstörungen durch den Weltkrieg
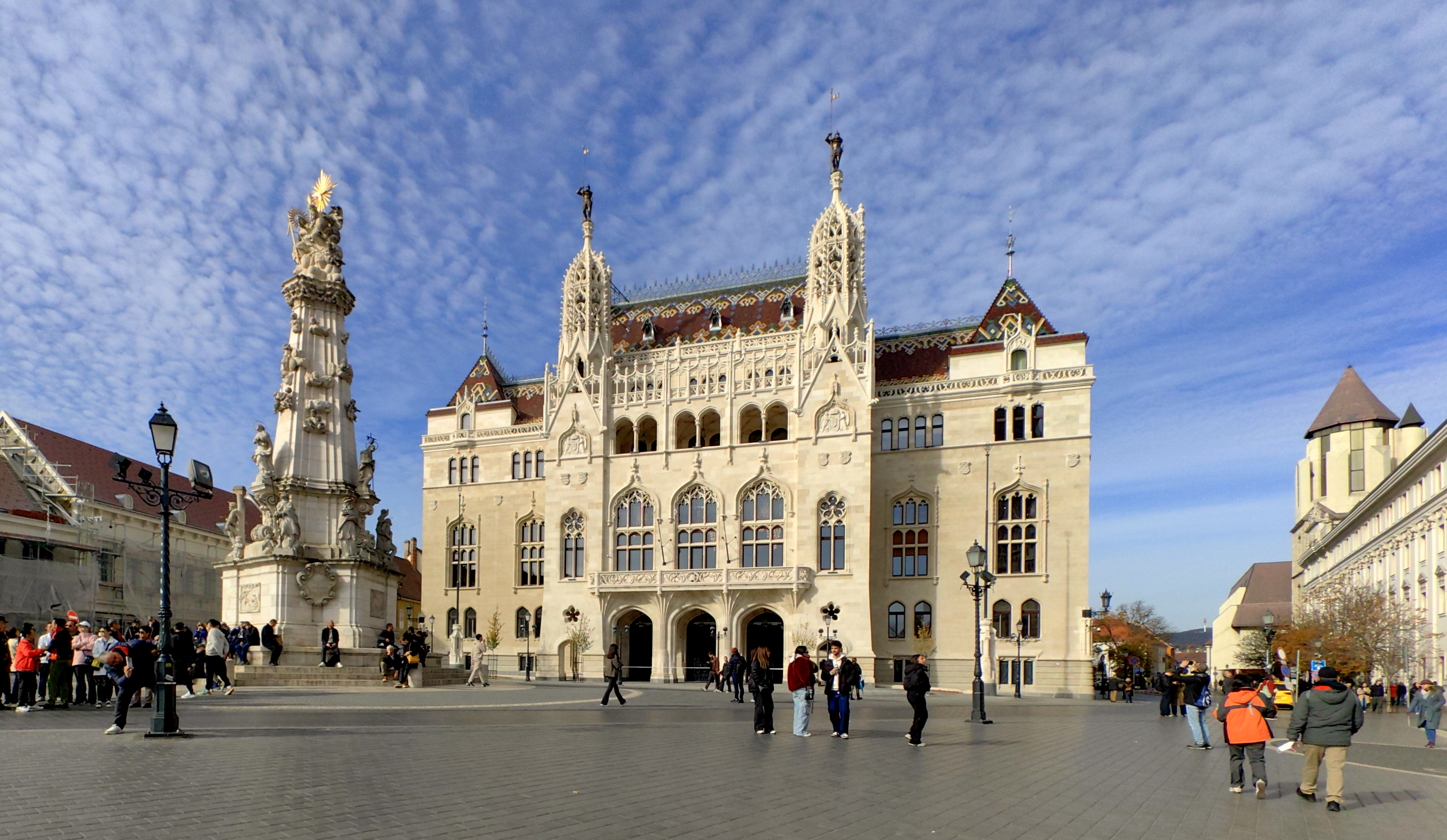
Ansicht von 2024